# Villotte-sur-Ource
Pour les articles homonymes, voir Villotte (homonymie).
Villotte-sur-Ource est une commune française située dans le département de la Côte-d'Or, en région Bourgogne-Franche-Comté.

## Géographie

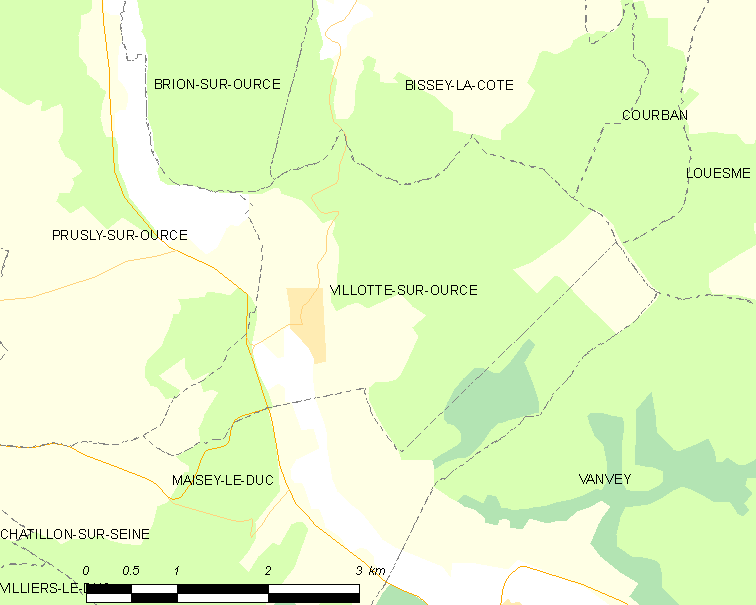

Irriguée par l'Ource, la superficie de Villotte-sur-Ource est de 9,5 km2 avec une altitude minimum de 235 mètres et un maximum de 358 mètres.

### Accès
Villotte est située à proximité de la départementale 928 qui relie Châtillon-sur-Seine à Langres.

### Hydrographie
La commune est traversée à l'ouest par l'Ource.

### Climat
Pour des articles plus généraux, voir Climat de la Bourgogne-Franche-Comté et Climat de la Côte-d'Or.
En 2010, le climat de la commune est de type climat des marges montargnardes, selon une étude du Centre national de la recherche scientifique s'appuyant sur une série de données couvrant la période 1971-2000. En 2020, Météo-France publie une typologie des climats de la France métropolitaine dans laquelle la commune est exposée à un climat océanique altéré et est dans la région climatique  Lorraine, plateau de Langres, Morvan, caractérisée par un hiver rude (1,5 °C), des vents modérés et des brouillards fréquents en automne et hiver. 
Pour la période 1971-2000, la température annuelle moyenne est de 10,4 °C, avec une amplitude thermique annuelle de 16,1 °C. Le cumul annuel moyen de précipitations est de 909 mm, avec 12,8 jours de précipitations en janvier et 8,9 jours en juillet. Pour la période 1991-2020, la température moyenne annuelle observée sur la station météorologique de Météo-France la plus proche, « Châtillon/Seine », sur la commune de Châtillon-sur-Seine à 8 km à vol d'oiseau, est de 10,8 °C et le cumul annuel moyen de précipitations est de 832,8 mm,. Pour l'avenir, les paramètres climatiques de la commune estimés pour 2050 selon différents scénarios d'émission de gaz à effet de serre sont consultables sur un site dédié publié par Météo-France en novembre 2022.

## Urbanisme

### Typologie
Au 1er janvier 2024, Villotte-sur-Ource est catégorisée commune rurale à habitat dispersé, selon la nouvelle grille communale de densité à 7 niveaux définie par l'Insee en 2022.
Elle est située hors unité urbaine. Par ailleurs la commune fait partie de l'aire d'attraction de Châtillon-sur-Seine, dont elle est une commune de la couronne,. Cette aire, qui regroupe 60 communes, est catégorisée dans les aires de moins de 50 000 habitants,.

### Occupation des sols
L'occupation des sols de la commune, telle qu'elle ressort de la base de données européenne d’occupation biophysique des sols Corine Land Cover (CLC), est marquée par l'importance des forêts et milieux semi-naturels (63,1 % en 2018), en diminution par rapport à 1990 (64,4 %). La répartition détaillée en 2018 est la suivante : forêts (63,1 %), terres arables (30,5 %), prairies (3,7 %), zones urbanisées (2,7 %). L'évolution de l’occupation des sols de la commune et de ses infrastructures peut être observée sur les différentes représentations cartographiques du territoire : la carte de Cassini (XVIIIe siècle), la carte d'état-major (1820-1866) et les cartes ou photos aériennes de l'IGN pour la période actuelle (1950 à aujourd'hui).

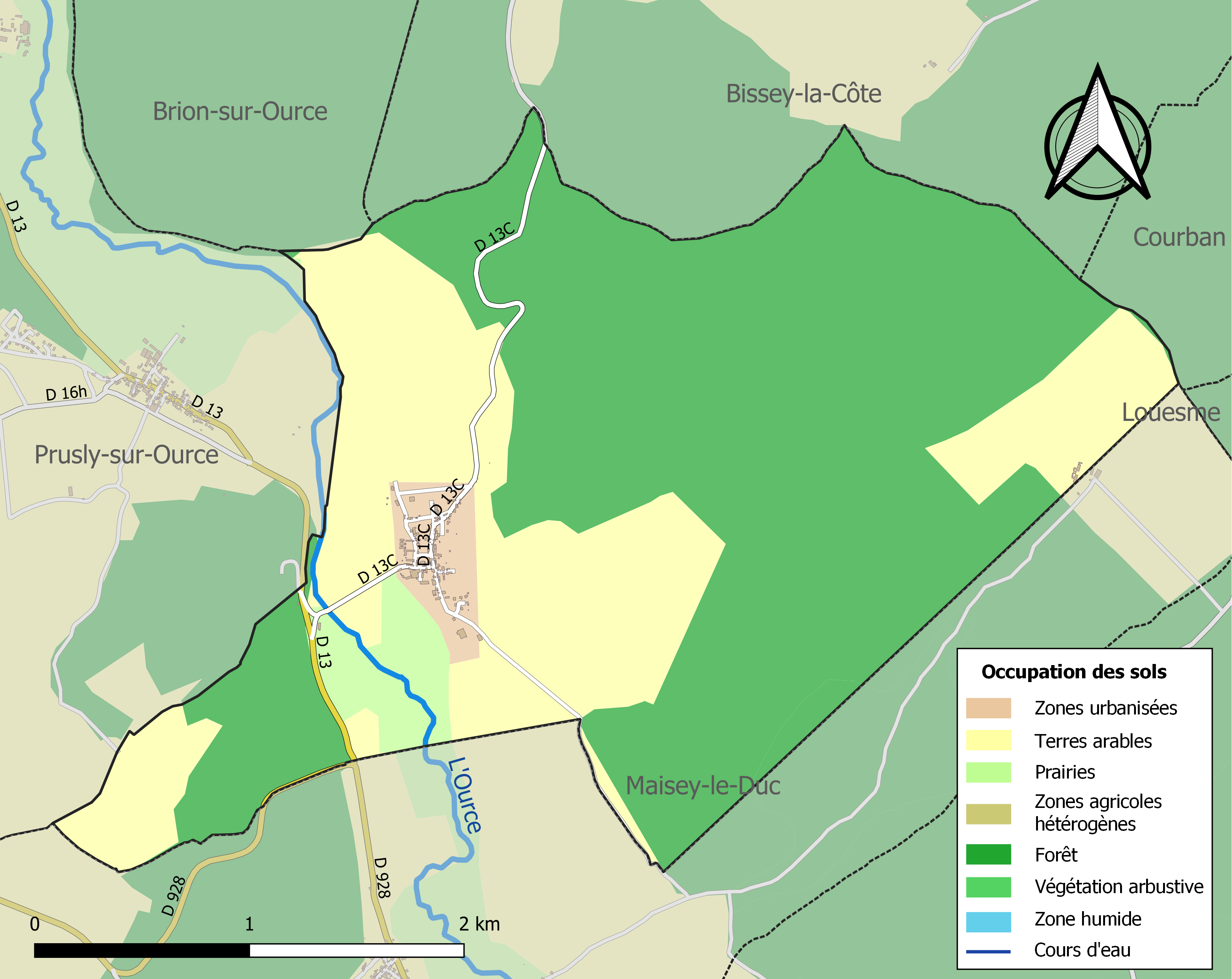
Carte des infrastructures et de l'occupation des sols de la commune en 2018 (CLC).

## Histoire

### Moyen Âge
Une léproserie existe à la Maladière dès 1250 mais Villotte-sur-Ource ne semble apparaître qu’au début du XIVe siècle comme hameau de Maisey-le-Duc. Jusqu’à la Révolution, il dépend du duché de Bourgogne, bailliage de Châtillon-sur-Seine, et du diocèse de Langres, la part de l'abbé de Notre-Dame de Châtillon étant alors la plus importante.

### Époque moderne
La première forge à un seul feu, alimentée par les fontes des fourneaux de la vallée de l'Ource remonte au début du XVIe siècle. L'industrie se développe un siècle et demi plus tard avec un second feu. Au XIXe siècle, la famille Cailletet-Lapérouse tente de passer au charbon pour diminuer le prix de revient de la fonte ; avant de renoncer à la fin du siècle.

### Passé ferroviaire du village
|  |  |  |

De 1882 au 2 mars 1969, la commune  a été traversée par la ligne de chemin de fer de Troyes à Gray, qui, venant de la gare de Châtillon-sur-Seine, suivait le cours de l'Ource, contournait le village par le sud, s'arrêtait à la gare de Prusly-Vilotte, commune aux villages de Prusly-sur-Ource et de Villotte-sur-Ource et ensuite se dirigeait vers la gare de Venvay-Villiers, commune aux villages de Vanvey et de Villiers-le-duc.

Comme au moment de la création de la ligne, chaque village voulait sa gare, le Conseil général pour satisfaire tout le monde, baptisait la gare du nom de deux communes limitrophes ; la gare de Prusly-Villote est située sur le terroir de Villotte-sur-Ource à environ 400 m au sud du village. Le bâtiment existe encore de nos jours.

L'horaire ci-dessus montre qu'en 1914, 4 trains s'arrêtaient chaque jour  à la gare de Leuglay-Voulaines  dans le sens Troyes-Gray et 4 autres dans l'autre sens.

À une époque où le chemin de fer était le moyen de déplacement le plus pratique, cette ligne connaissait un important trafic de passagers et de marchandises.
	
À partir de 1950, avec l'amélioration des routes et le développement du transport automobile, le trafic ferroviaire a périclité et la ligne a été fermée le 2 mars 1969 au trafic voyageurs. Encore en place, elle est utilisée épisodiquement pour un service de maintenance.

## Politique et administration
| Période                                  | Période  | Identité             | Étiquette | Qualité                    |
| ---------------------------------------- | -------- | -------------------- | --------- | -------------------------- |
| 1790                                     | 1792     | M. Gavet             |           |                            |
| 1792                                     | 1810     | M. Boromée           |           |                            |
| 1810                                     | 1815     | M. Chaume            |           |                            |
| 1815                                     | 1816     | M. Roidot            |           |                            |
| 1816                                     | 1818     | M. Vaillot           |           |                            |
| 1818                                     | 1821     | M. Drouhot           |           |                            |
| 1821                                     | 1835     | Joseph Maitre        |           |                            |
| 1835                                     | 1836     | Pierre Gentil        |           |                            |
| 1836                                     | 1840     | François Damotte     |           |                            |
| 1840                                     | 1844     | Joseph Maitre        |           |                            |
| 1844                                     | 1848     | François Gentil      |           |                            |
| 1848                                     | 1862     | Pierre Pingat        |           |                            |
| 1862                                     | 1870     | Jean Pingat          |           |                            |
| 1870                                     | 1872     | Léon Gomand          |           |                            |
| 1872                                     | 1881     | François Gentil      |           |                            |
| 1881                                     | 1884     | Henri Chaumonnot     |           |                            |
| 1884                                     | 1896     | Jean-Baptiste Pingat |           |                            |
| 1896                                     | 1912     | Henri Chaumonnot     |           |                            |
| 1912                                     | 1919     | Lucien Chaumonnot    |           |                            |
| 1919                                     | 1925     | Lucien Drouot        |           |                            |
| 1925                                     | 1929     | Emile Doderet        |           |                            |
| 1929                                     | 1935     | Louis Gattefossé     |           |                            |
| 1935                                     | 1944     | Alexandre Simonnet   |           |                            |
| 1944                                     | 1977     | Fernand Drouot       |           |                            |
| 1977                                     | 1989     | Bernard Collin       |           |                            |
| 1989                                     | 1995     | Patrice Dupuis       |           |                            |
| 1995                                     | 2014     | Jean-Michel Letain   |           |                            |
| 2014                                     | En cours | Christophe Fouilland |           | Salarié du secteur médical |
| Les données manquantes sont à compléter. |          |                      |           |                            |

Vilotte-sur-Ource appartient :
- à l'arrondissement de Montbard,
- au canton de Châtillon-sur-Seine et
- à la communauté de communes du pays châtillonnais.

## Démographie
L'évolution du nombre d'habitants est connue à travers les recensements de la population effectués dans la commune depuis 1793. Pour les communes de moins de 10 000 habitants, une enquête de recensement portant sur toute la population est réalisée tous les cinq ans, les populations de référence des années intermédiaires étant quant à elles estimées par interpolation ou extrapolation. Pour la commune, le premier recensement exhaustif entrant dans le cadre du nouveau dispositif a été réalisé en 2008.

En 2022, la commune comptait 106 habitants, en évolution de −11,67 % par rapport à 2016 (Côte-d'Or : +0,82 %, France hors Mayotte : +2,11 %).
| 1793 | 1800 | 1806 | 1821 | 1836 | 1841 | 1846 | 1851 | 1856 |
| ---- | ---- | ---- | ---- | ---- | ---- | ---- | ---- | ---- |
| 228  | 270  | 232  | 278  | 342  | 344  | 363  | 326  | 382  |

| 1861 | 1866 | 1872 | 1876 | 1881 | 1886 | 1891 | 1896 | 1901 |
| ---- | ---- | ---- | ---- | ---- | ---- | ---- | ---- | ---- |
| 306  | 278  | 234  | 220  | 315  | 219  | 213  | 181  | 145  |

| 1906 | 1911 | 1921 | 1926 | 1931 | 1936 | 1946 | 1954 | 1962 |
| ---- | ---- | ---- | ---- | ---- | ---- | ---- | ---- | ---- |
| 163  | 134  | 136  | 128  | 109  | 89   | 81   | 110  | 93   |

| 1968 | 1975 | 1982 | 1990 | 1999 | 2006 | 2008 | 2013 | 2018 |
| ---- | ---- | ---- | ---- | ---- | ---- | ---- | ---- | ---- |
| 86   | 80   | 86   | 105  | 114  | 113  | 113  | 123  | 107  |

| 2022 | - | - | - | - | - | - | - | - |
| ---- | - | - | - | - | - | - | - | - |
| 106  | - | - | - | - | - | - | - | - |

## Culture locale et patrimoine

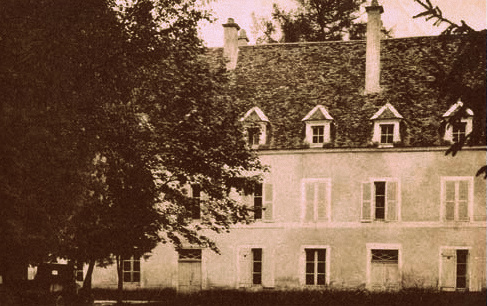
Le château.

### Lieux et monuments
- L'église Saint-Jacques-le-Majeur[17], restaurée au XIXe siècle, a gardé un chœur et une croisée du XVIe siècle.
- Le château actuel a succédé à un castel des ducs de Bourgogne.

### Personnalités liées à la commune
- Pierre Lenet procureur général du Parlement de Bourgogne. Mort en 1671.
- Le champion cycliste Ernest Paul, demi-frère de François Faber, est né le 5 décembre 1881 à Villotte. Il participa à plusieurs Tours de France, remportant une étape en 1909 et 1910.
- Georges Serraz (1883-1964), sculpteur, a résidé sur la commune dès 1930 et y est inhumé.
- André Rousselet, fondateur de Canal+ en 1984, première chaîne de télévision payante de l'Hexagone, homme d'influence aux vies multiples et directeur de cabinet de François Mitterrand repose dans le cimetière communal.

### Héraldique
| Blason de Villotte-sur-Ource | Blason  | D'azur à la fasce ondée d'argent, accompagnée en chef de deux coquilles d'or et en pointe d'une roue dentée aussi d'or. |
| Blason de Villotte-sur-Ource | Détails | Le statut officiel du blason reste à déterminer.                                                                        |